# Campionato balcanico maschile di pallacanestro 1965
Il 7º Campionato Balcanico Maschile di Pallacanestro, si è disputato a Tirana, in Albania, tra il 15 e il 19 dicembre 1965.

## Risultati
|    | Nazionale             | G | V | P | PF  | PS  | Diff. |
| -- | --------------------- | - | - | - | --- | --- | ----- |
| 1. | Jugoslavia            | 5 | 5 | 0 | 377 | 312 | +65   |
| 2. | Bulgaria              | 5 | 4 | 1 | 404 | 351 | +53   |
| 3. | Turchia               | 5 | 3 | 2 | 390 | 375 | +15   |
| 4. | Romania               | 5 | 2 | 3 | 354 | 347 | +7    |
| 5. | Albania               | 5 | 1 | 4 | 347 | 365 | -18   |
| 6. | Albania universitaria | 5 | 0 | 5 | 267 | 389 | -122  |

## Classifica finale
| -  | Paese                 | Formazione |
| -- | --------------------- | ---------- |
|    | Jugoslavia            |            |
|    | Bulgaria              |            |
|    | Turchia               |            |
| 4. | Romania               |            |
| 5. | Albania               |            |
| 6. | Albania universitaria |            |